# Christian Vogg

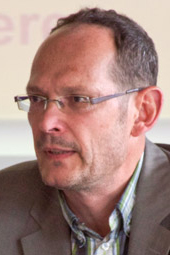
Christian Vogg (2015)

Christian Vogg (* 13. Januar 1965 in Augsburg) ist ein deutscher Journalist und Medienmanager. Er arbeitete von 1991 bis 2012 in verschiedenen Positionen im In- und Ausland für den Westdeutschen Rundfunk, war von 2012 bis 2015 Radio- und Musikchef bei der Europäischen Rundfunkunion (EBU), verantwortete von 2016 bis 2021 beim Schweizer Radio und Fernsehen als Bereichsleiter Dokumentation und Archive auch das Metadaten-Management des Senders und ist seit 1. Dezember 2021 als Chief Data Officer bei der Schweizerischen Radio- und Fernsehgesellschaft SRG SSR tätig.

## Leben
Christian Vogg wuchs in Neusäß und Aichach auf, wo er 1984 sein Abitur am Deutschherren-Gymnasium ablegte. Anschließend absolvierte er beim katholischen Institut zur Förderung publizistischen Nachwuchses (ifp) sowie beim Kirchenboten, der Kirchenzeitung des Bistums Osnabrück, bis Herbst 1986 ein Volontariat. Von April 1987 bis Juli 1988 leistete Vogg in der Pressestelle des Generalstabs des I. Korps in Münster seinen Grundwehrdienst ab. Von 1988 bis 1993 studierte er Politikwissenschaften, Islamwissenschaft und Ethnologie an der Westfälischen Wilhelms-Universität in Münster, inklusive eines Auslandsjahres (1989 bis 1990) zum Arabisch-Studium an der Universität Alexandria in Ägypten. Vogg schloss sein Studium 1993 mit einer Promotion über die „Grünen in Ägypten“ ab. Während seines Studiums arbeitete er als freier Journalist für radio ffn, den Norddeutschen Rundfunk und den Bayerischen Rundfunk, außerdem schrieb er für Zeitschriften (Globo, Geo) und andere Zeitungen.
Christian Vogg ist geschieden und hat zwei erwachsene Töchter.

## Beruf
Nach seinem Volontariat war Christian Vogg vom Oktober 1986 bis März 1987 Redakteur bei der Kirchenzeitung des Bistums Hildesheim. Anschließend leistete er seinen Grundwehrdienst ab.
Während seines Studiums arbeitete Vogg als fester freier Mitarbeiter für Radio und Fernsehen im WDR-Landesstudio Münster. 1994 wechselte er nach Köln und wurde Redakteur, Reporter und Moderator politischer Sendungen bei WDR 5. Als Auslandskorrespondent berichtete er in zahlreichen Einsätzen zwischen 1996 und 2005 vom Nahost-Studio der ARD in Amman (Jordanien) aus über Politik und Gesellschaft der Arabischen Welt; er berichtete aus Syrien, Libanon, Irak, Kuwait, Dubai und Palästina; daneben unternahm er Recherchereisen in den Iran, nach Saudi-Arabien und in den Jemen. 
2005 wurde Christian Vogg Referent von WDR-Intendant Fritz Pleitgen und war bis 2007 u. a. für den Programmausschuss des Rundfunkrats sowie für die WDR-Beteiligungen zuständig. Er war Redenschreiber des Intendanten und arbeitete mit an der Digitalstrategie des Senders. 2007 übernahm Vogg die Redaktionsleitung der WDR Mediathek. Ab 2011 war er der erste Metadaten-Koordinator des WDR.
Im Jahr 2012 wechselte Vogg als Head of Radio and Music zur Europäischen Rundfunkunion (EBU) nach Genf. Er verantwortete mit seinem Team die weltweit größte Musikbörse, in deren Rahmen jährlich bis zu 3.500 Konzerte aus Klassik, Jazz, Rock/Pop und Folk zwischen den EBU-Mitgliedern ausgetauscht werden. Gleichzeitig setzte er sich europaweit für die Einführung von DAB+ (Digitalradio) ein. 
Von Oktober 2015 bis Oktober 2016 kehrte Christian Vogg zum Westdeutschen Rundfunk zurück, wo er u. a. als Chef vom Dienst Online im trimedialen Newsroom im Funkhaus in Düsseldorf arbeitete.
2016 wurde Vogg Bereichsleiter Dokumentation und Archive beim Schweizer Radio und Fernsehen (SRF) in Zürich. In seinem Bereich baute er seit 2018 das erste Expertenteam für künstliche Intelligenz auf. 
Aufgrund der vom Schweizer Gesetzgeber vorgeschriebenen Archivöffnung konnte Vogg mit seinem Team auch große Mengen an Archivmaterial der Schweizer Öffentlichkeit auf PLAY SRF zur Verfügung stellen. In Zusammenarbeit mit Kulturerbe-Institutionen und Museen setzte Vogg sich für die Förderung und den Erhalt des audiovisuellen Gedächtnisses der Schweiz ein.
2020 wurde Christian Vogg, neben zwei anderen Persönlichkeiten vom Rundfunkrat des Bayerischen Rundfunks für den Intendantenposten  vorgeschlagen. Gewählt wurde Katja Wildermuth.
Im  Dezember 2021 wurde Vogg Chief Data Officer der SRG und auf nationaler Ebene verantwortlich für die strategische Data Governance des gesamten öffentlich-rechtlichen Senderverbunds. Zu seinen Aufgaben gehören der Datenschutz, die Entwicklung der Data Policy, der nationalen Datenstrategie sowie die Unterstützung der Datensicherheit. 2023 hat er das Mandat für eine 360-Grad-Beurteilung von Künstlicher Intelligenz (KI) für das Medienhaus SRG erstellt und leitet die interne KI-Taskforce. 
Seit Januar 2025 arbeitet Christian Vogg als Head of General Archives für das Internationale Komitee vom Roten Kreuz in Genf. 

## Auszeichnungen
- 2021 Best of Swiss Web Award (Rubrik: Public Value) für SRF Timelines[12]
- 2008 Grimme Online Award für  WDR Mediathek regional[13]
- 2004 Ernst-Schneider-Preis der IHK für das Feature Bomben oder Boom – wie der Irak-krieg die Wirtschaft im Orient verändert[14]
- 2001 Medienpreis des Deutschen Bundestages für das Feature Angekommen in der Berliner Republik – zwei Hinterbänkler, beobachtet zwischen Bundes- und Reichstag[15]
- 1997 Friedrich Vogel-Preis für Wirtschaftsjournalismus, für das Feature Die Geldleute aus dem Morgenland, oder: Wie die Araber zu ihrem Reichtum kamen und warum sie mit ihren Petrodollars doch nicht ganz Europa aufgekauft haben.

## Veröffentlichungen (Auswahl)
- Die Archivöffnung beim Schweizer Radio und Fernsehen SRF – Hintergründe, Metadaten, Strategie, 2020[16]
- Smarte neue Medienwelt. Eine Branche im Umbruch. Rotary-Magazin, 2015[17]
- Schönes neues Digitalistan – und wo bleibt das Radio? vfm-Jahrestagung 2014. Vortragsmanuskript. in: Sammelband „Fokus Medienarchiv II“, LIT-Verlag. 2020[18]
- Digital Radio Toolkit. EBU, 2014[19]
- Wie man ein Königsgrab findet. Archäologie für Einsteiger, 2013[20]
- Geburtstag von Jesus von Nazareth. Zeitzeichen (Radio-Feature). 24. Dezember 2010. WDR und NDR[21]
- Die Grünen in Ägypten. Die erste Umweltpartei der Arabischen Welt, 1995[1]